# Olympische Jugend-Sommerspiele 2014/Teilnehmer (Kolumbien)
| Gelbes Symbol für Goldmedaillen mit stilisierten Olympischen Ringen | Graues Symbol für Silbermedaillen mit stilisierten Olympischen Ringen | Braundes Symbol für Bronzemedaillen mit stilisierten Olympischen Ringen |
| ------------------------------------------------------------------- | --------------------------------------------------------------------- | ----------------------------------------------------------------------- |
| 1                                                                   | —                                                                     | 2                                                                       |

Die Jugend-Olympiamannschaft aus Kolumbien für die II. Olympischen Jugend-Sommerspiele vom 16. bis 28. August 2014 in Nanjing (Volksrepublik China) bestand aus 34 Athleten.

## Athleten nach Sportarten

### Gewichtheben
| Mädchen - Yeinny Geles Superschwergewicht: 5. Platz | Jungen - Andrés Caicedo Leichtgewicht: Bronze |

### Judo
| Mädchen - Brigitte Carabalí Klasse bis 63 kg: 7. Platz Mixed: 5. Platz (im Team Team Nevzorov) | Jungen - Marco Montoya Klasse bis 81 kg: 17. Platz Mixed: 5. Platz (im Team Van de Walle) |

### Leichtathletik
| Mädchen - Evelin Rivera 100 m: 10. Platz 8 × 100 m Mixed: 17. Platz - Astrid Balanta 400 m: 15. Platz 8 × 100 m Mixed: 56. Platz - Maryie Rivera 1500 m: 15. Platz 8 × 100 m Mixed: 33. Platz - Dayanna Ramos 100 m Hürden: 15. Platz 8 × 100 m Mixed: 52. Platz - Giseth Montaño Stabhochsprung: DNF 8 × 100 m Mixed: 55. Platz - Nhayila Rentería Dreisprung: 8. Platz 8 × 100 m Mixed: 65. Platz - Mayra Gaviria Hammerwurf: 11. Platz 8 × 100 m Mixed: 50. Platz | Jungen - Sergio Becerra 100 m: 13. Platz 8 × 100 m Mixed: 62. Platz - Harol Maturana 400 m: 17. Platz 8 × 100 m Mixed: 32. Platz - Joshuan Berríos 110 m Hürden: disqualifiziert (Finallauf) 8 × 100 m Mixed: 49. Platz - Luis Ibargüen Speerwurf: 15. Platz 8 × 100 m Mixed: 12. Platz |

### Radsport
- Mixed: 20. Platz

| Mädchen - Andrea Escobar - Leidy Mera Kombination: 6. Platz | Jungen - Brandon Rivera - John Rodríguez Kombination: Gold |

### Ringen
| Mädchen - Sandy Parra Freistil bis 60 kg: 4. Platz | Jungen - Óscar Tigreros Freistil bis 46 kg: 4. Platz - Carlos Izquierdo Freistil bis 76 kg: 4. Platz |

### Schießen
Jungen
- Juan Rivera
Luftpistole 10 m: 19. Platz
Mixed: 12. Platz (mit Margarita Lomowa  Russland)

### Schwimmen
Jungen
- Jonathan Gómez
100 m Schmetterling: 21. Platz
200 m Schmetterling: 8. Platz

### Taekwondo
| Mädchen - Debbie Yopasa Klasse bis 63 kg: Bronze | Jungen - Jeisson Serrano Klasse bis 73 kg: 5. Platz |

### Tennis
| Mädchen - María Fernanda Herazo Einzel: 1. Runde Doppel: 1. Runde (mit Luisa Stefani Brasilien) Mixed: 1. Runde | Jungen - Luis Valero Einzel: 1. Runde Doppel: 1. Runde (mit Alex Rybakov Vereinigte Staaten) Mixed: 1. Runde |

### Triathlon
| Mädchen - María Carolina Velásquez Einzel: 25. Platz Mixed: 12. Platz (im Team Amerika 4) | Jungen - Eduardo Londoño Einzel: 11. Platz Mixed: 6. Platz (im Team Amerika 2) |

### Turnen
| Mädchen - Laura Pardo Einzelmehrkampf: 30. Platz | Jungen - Andrés Martínez Einzelmehrkampf: 16. Platz Reck: 5. Platz |

### Wasserspringen
| Mädchen - Sara Pérez Kunstspringen: 12. Platz Turmspringen: 9. Platz | Jungen - Kevin García Kunstspringen: 10. Platz Turmspringen: 4. Platz Mixed: 6. Platz (mit Molly Carlson Kanada) |